# Kroktjärnen (Lycksele socken, Lappland, 718373-166142)
Kroktjärnen är en sjö i Lycksele kommun i Lappland och ingår i Umeälvens huvudavrinningsområde.